# Unserfrau-Altweitra
Unserfrau-Altweitra är en kommun  i Österrike. Den ligger i distriktet Gmünd i förbundslandet Niederösterreich, 120 km nordväst om huvudstaden Wien. Huvudort är Unserfrau. Kommunen gränsar i väster till Tjeckien
Kommunen består av sju orter (Ortschaften) (inom parentes invånarantal 1 januari 2024):

- Altweitra (257)
- Heinrichs bei Weitra (187)
- Ober-Lembach (82)
- Pyhrabruck (50)
- Schagges (90)
- Ulrichs (86)
- Unserfrau (225)